# Magnirostris
Magnirostris ist eine wenig bekannte Gattung der Vogelbeckensaurier (Ornithischia) aus Gruppe der Ceratopsia.
Von Magnirostris ist bislang nur ein fast vollständiger Schädel bekannt, der dem von Bagaceratops ähnelte. Charakterisiert wurde dieser Dinosaurier durch den robusten Rostralknochen an der Spitze des Oberkiefers, was einen vergrößerten Schnabel bewirkte. Über den Augen waren kleine knöcherne Höcker vorhanden. Wie alle Ceratopsier war dieser Dinosaurier Pflanzenfresser.
Die fossilen Überreste von Magnirostris wurden in der Bayan-Mandahu-Region in der Inneren Mongolei (China) entdeckt und 2003 erstbeschrieben. Der Gattungsname leitet sich von den lateinischen Wörtern magnus (=„groß“) und rostrum (=„Schnabel“) ab. Typusart und einzig bekannte Art ist M. dodsoni – das Artepitheton ehrt den Paläontologen Peter Dodson. Die Funde werden in die Oberkreide (Campanium) datiert.
Systematisch wird Magnirostris von seiner Erstbeschreibern als naher Verwandter von Bagaceratops gesehen und wie dieser in die Protoceratopsidae eingeordnet. Nach Meinung mancher Forscher könnte es sich bei Magnirostris allerdings lediglich um ein Synonym von Bagaceratops handeln.